# Bertalan Farkas
Pour les articles homonymes, voir Farkas.
Bertalan Farkas est un cosmonaute et pilote et de l'armée de l'air hongroise né le 2 août 1949.

## Vols réalisés
Il devient le premier cosmonaute hongrois le 1er mars 1978. Il participe comme expérimentateur à la mission Soyouz 36, le 26 mai 1980 et séjourne à bord de la station Saliout 6, en tant que membre de l'expédition Saliout 6 EP-5, et retourne sur Terre le 3 juin 1980 à bord du vol Soyouz 35.

## Divers
Il est le premier espérantophone à voyager dans l'espace.